# Красничин
Красничин (або Кросничин, Краснічин, пол. Kraśniczyn) — село в Польщі, у гміні Красничин Красноставського повіту Люблінського воєводства. Населення — 407 осіб (2011).

## Історія
1580 року вперше згадується православна церква в селі.
У 1840—1857 роках у селі зведено муровану греко-католицьку церкву. За даними етнографічної експедиції 1869—1870 років під керівництвом Павла Чубинського, у селі переважно проживали римо-католики, меншою мірою — греко-католики, які здебільшого розмовляли українською мовою. 1872 року місцева греко-католицька парафія налічувала 623 вірянина. 1900 року поблизу церкви побудовано дзвіницю.
У 1938 році польська влада в рамках великої акції руйнування українських храмів на Холмщині і Підляшші перевела місцеву українську церкву на римо-католицтво. Під час Другої світової війни ненадовго в церкві було відновлено український обряд.
У 1943 році в Красничині і сусідньому селі Чайки проживало 2390 українців (29,2 % жителів). У 1944 році, вже за радянської окупації, у селі було відкрито українську школу.
У 1975—1998 роках село належало до Холмського воєводства.

## Населення
Демографічна структура станом на 31 березня 2011 року:
|          | Загалом | Допрацездатний вік | Працездатний вік | Постпрацездатний вік |
| -------- | ------- | ------------------ | ---------------- | -------------------- |
| Чоловіки | 201     | 42                 | 137              | 22                   |
| Жінки    | 206     | 28                 | 115              | 63                   |
| Разом    | 407     | 70                 | 252              | 85                   |